# Fettberg

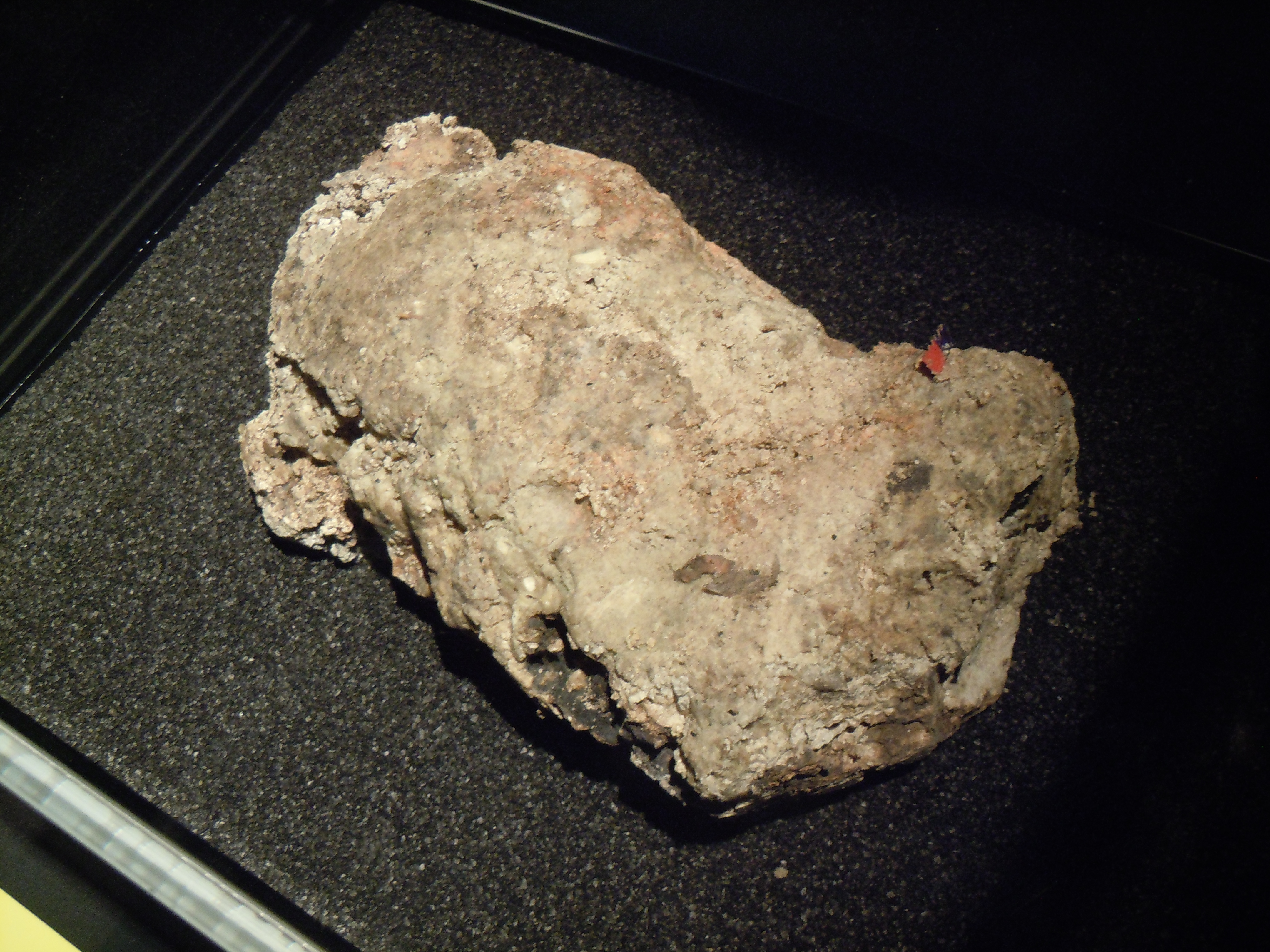
Getrockneter Teil des Whitechapel Fettbergs im Museum of London

Als Fettberg wird die steinartige Ablagerung von Abfallstoffen in einem Kanalisationsnetz bezeichnet. Diese entsteht durch die unsachgemäße Entsorgung von Küchen-, Kosmetik- und Hygieneartikeln über die Kanalisation, wenn diese sich mit erkaltenden Speisefetten und -ölen verbindet und zu einer betonharten Masse verhärtet. Der Begriff ist die Übersetzung von fatberg, einer Wortschöpfung in der englischen Sprache, die sich von den Worten fat und iceberg herleitet. Prominente Beispiele von Fettbergen sind seit den 2010er Jahren in Großbritannien gefunden worden. Auch andere Städte wie New York, Denver, Melbourne und Valencia klagen über derartige Verstopfungen ihrer Kanalisation. Seit 2015 findet man den Begriff Fatberg im offiziellen Oxford English Dictionary.

## Entstehung
Ursache für das Entstehen von Fettbergen ist das problematische Verhalten der Einwohner, die den Ausguss der Spüle oder die Toilette als Entsorgungsweg für anfallende Abfälle nutzen. Zwei Komponenten im Abwasser führen zur Bildung der Fettberge:
- Feste Bestandteile, die nicht auseinanderbrechen oder sich auflösen wie Toilettenpapier. Hauptsächlich betrifft dies Feuchttücher, Damenbinden, Tampons, Küchenpapiere und Einwegwindeln oder grobe Lebensmittelabfälle, die über die Toilette entsorgt werden. Problematisch sind die weiteren Bestandteile, die Kunststoffe enthalten wie Strumpfhosen, Pflaster, Wattestäbchen, Nadeln und Kondome.
- Fettige Bestandteile aus Küchenfett und Fritteusen-Öl, zum Teil auch zerkleinerte Lebensmittelreste, die durch die Küchenspülen ins Abwasser befördert werden. Diese werden auch als FOG bezeichnet, einer Abkürzung der englischen Worte Fat, Oil and Grease (deutsch: Fette, Öle und Schmiere).[3]

Die Fettberge bilden sich an Stellen, wo der gleichförmige Abfluss im Abwasserkanal durch Fugen, beschädigtes Mauerwerk, Mörtelfugen, überschüssige Zementtropfen oder durch Eindringen von Fremdkörpern wie Baumwurzeln gestört wird. Durch die dort entstehenden Verwirbelungen verfangen sich die Inhaltsstoffe und verbinden sich mit den FOG. Dabei entsteht die Verfestigung nicht nur durch die Abkühlung und Erstarrung des heißen Fetts, sondern auch durch einen Verseifungsprozess der Lipide.

## Auswirkung
Die entstehenden Klumpen können so fest wie Beton werden und verengen die Rohrleitungen bis zum vollständigen Verschluss. Der entstehende Rückstau führt bei einem Mischsystem zum frühzeitigen Anspringen der Überläufe, sodass Abwasser ohne die notwendige Behandlung in Gewässer abgeschlagen wird und die Umwelt belasten. Dies bekommen Wassersportler direkt zu spüren, die sich dann zwischen schwimmenden Abfallstoffen aller Art wiederfinden und bewegen.
In den Vereinigten Staaten wird schon fast die Hälfte aller Kanalverstopfungen durch Fett und die ständig wachsenden Verwendung von Wischtüchern verursacht. Die Beseitigung der Fettberge erfordert einen hohen Aufwand unter schwierigen und beengten Arbeitsbedingungen, da die harten Ablagerungen nur personalintensiv durch Spezialkräfte bewältigt werden können. Nach Angaben von Thames Water, der Betreiberin des Londoner Abwassernetzes, kostet die Beseitigung der Fettberge pro Monat eine Summe von 1,2 Mio. Euro.
Der Bioabfall Fett wie auch die Fettberge sind Energiespender und können zu Biogas oder Biodiesel verarbeitet werden. Im Londoner Stadtteil Beckton ist seit August 2015 eine Großanlage in Betrieb, die aus Abwasserfetten und weiteren Fettabfällen 130 Gigawattstunden Energie pro Jahr erzeugt. Dies entspricht dem Bedarf von knapp 40.000 durchschnittlichen Wohnhäusern.

## Vermeidung von Fettbergen
Grundsätzlich gehören Fette, Öle und Küchenabfälle nicht in die Kanalisation, da sie die Kläranlagen zusätzlich belasten. In den deutschsprachigen Ländern ist das Einbringen von diesen Stoffgruppen in die Kanalisation nach den geltenden Wasser- und/oder Abfallgesetzen bzw. den örtlichen Entwässerungssatzungen nicht erlaubt. Wenn sie nicht in separaten Sammelstellen abgegeben werden können, sollen sie über den Restmüll entsorgt werden. Besonders in Betrieben mit gewerblicher Essensausgabe wie beispielsweise Gaststätten, Hotels, Großküchen und Imbissstuben, in denen fetthaltiges Abwasser anfällt, müssen Fettabscheider vor der Ableitung eingebaut werden. Auch wenn es in London entsprechende Entsorgungsauflagen gibt, werden diese von der Gastronomie mehrheitlich nicht eingehalten und sind damit Verursacher der Fettberge. Für Thames Water ist es daher nicht verwunderlich, dass gerade in den Vierteln mit viel Gastronomie die meisten Fettberge entdeckt werden. Dagegen ist in anderen Ländern wie beispielsweise den Vereinigten Staaten der Gebrauch von Küchenabfallzerkleinerern üblich, die einen etwas höheren Verbrauch von Trinkwasser erzeugen.
Zur Vermeidung von Fettbergen werden öffentliche Sensibilisierungskampagnen geschaltet, die die Auswirkungen von z. B. Feuchttüchern auf die Kanalisation zeigen. So gibt es in England die Kampagne „Love your Loo“ (dt. „Liebe dein Klo“). Mit der Kernaussage „Die Toilette ist kein Mülleimer!“ propagiert sie, nur die drei Ps in die Toilette zu geben: pee, poo and paper, also „Urin, Kot und Toilettenpapier“. Zusätzlich werden Informationen zu Entsorgungswegen intensiviert, die auch den Einsatz von Fettabscheidern zeigen.
Auch in Deutschland werden Probleme durch die Entsorgung fremder Artikel über die Toiletten beobachtet. Eine entsprechende Kampagne vom Verband kommunaler Unternehmen zur Aufklärung nennt sich Nur der Po gehört aufs Klo. Die Corona-Krise führte zur vermehrten Entstehung von Fettbergen, da Toilettenpapier zeitweise Mangelware war und ersatzweise vermehrt Feuchttücher und Küchen(rolle)papier genutzt wurden.

## Beispiele aufgefundener Fettberge
- International wurde das Problem der Fettberge im August 2013 bekannt als im Londoner Südwesten in Kingston upon Thames ein Klumpen von ca. 15 Tonnen Masse gefunden wurde. Es war der bis dahin größte Fund und war aufgefallen, weil ein Abwasserrohr fast vollständig verstopft war.[12] Arbeiter benötigten drei Wochen, um den Klumpen zu entfernen und damit eine drohende Abwasserflut in Kingston zu verhindern. Nach Angaben von Thames Water treten solche Probleme immer häufiger auf.[13]
- Im Mai 2014 entdeckte man in Manchester einen noch viel größeren Fettberg von etwa 100 Tonnen. Er wurde mit einem Hochdruck-Wasserstrahl zerkleinert, abgesaugt und der Fettgehalt zu Biodiesel verarbeitet.[14]
- Der bis dahin größte Fettberg wurde Anfang September 2017 im Londoner Stadtteil Whitechapel zufällig von Kanalarbeitern entdeckt. Bei einer Länge von ca. 250 Metern wog er ca. 130 Tonnen, was beinahe dem Gewicht eines ausgewachsenen Blauwals entspricht.[15] Spezialkräfte arbeiteten neun Wochen daran, die als Fat the Ripper (In Whitechapel beging einst Jack the Ripper seine Morde.) bezeichnete Verstopfung zu beseitigen. Ein Klumpen davon liegt heute in einem Londoner Museum.[16]
- Am 8. Januar 2019 wurde ein 64 Meter langer Fettberg in der Grafschaft Devon nahe Sidmouth entdeckt.[17]
- Das Abwasserunternehmen Severn Trent meldete am 1. Mai 2021 in Birmingham, Hodge Hill eine Kanalverstopfung durch einen 1.000 m langen, 1 m hohen und etwa 300 t schweren Fettberg. Die Arbeiten liefen rund um die Uhr und dauerten etwa einen Monat.[6]
- Golfballgroße, stinkende schwarze Kugeln, Oktober 2024 an Stränden bei Sidney, Australien angeschwemmt, wurden entfernt und als Zusammenballung von Speiseöl, Haaren und Essensresten, also wohl Abwasserfracht analysiert.[18]